# La Flèche Wallonne 2011
La Flèche Wallonne 2011 var den 75. udgave af cykelløbet La Flèche Wallonne. Det blev arrangeret 20. april 2011.

## Resultater
| Nr. | Navn                | Hold               | Tid     |
| --- | ------------------- | ------------------ | ------- |
| 1   | Philippe Gilbert    | Omega Pharma-Lotto | 4:54.57 |
| 2   | Joaquim Rodriguez   | Katusha            | + 3     |
| 3   | Samuel Sánchez      | Euskaltel-Euskadi  | + 5     |
| 4   | Aleksandr Vinokurov | Astana             | + 6     |
| 5   | Igor Antón          | Euskaltel-Euskadi  | + 6     |
| 6   | Jelle Vanendert     | Omega Pharma-Lotto | + 6     |
| 7   | Fränk Schleck       | Leopard Trek       | + 6     |
| 8   | Daniel Moreno       | Katusha            | + 9     |
| 9   | Christophe Le Mével | Garmin-Cervélo     | + 12    |
| 10  | Paul Martens        | Rabobank           | + 12    |